# Svay Rieng
Svay Rieng (khmeră ស្វាយរៀង) este un oraș din Cambodgia.